# Manuel Atanasio Cabañas
Manuel Atanasio Cavañas y Ampuero fue un militar y hacendado paraguayo que participó en el rechazo de la expedición militar enviada por la Junta de Buenos Aires en 1810.

## Biografía
Manuel Atanasio Cabañas y Ampuero (o Cavañas) nació en 1768 en Pirayú o Caacupé, en la zona de las Cordilleras, a cincuenta kilómetros de Asunción, capital de la Provincia del Paraguay. Era hijo del Sargento mayor Francisco Cavañas y Ampuero y de Rosa Recalde y Casco de Mendoza, nieto de Margarita Quiñónez y Osorio, descendiente de Ruy Díaz de Guzmán y bisnieto del Maestre de campo y teniente de Oficiales Reales, Felipe Cavañas y Ampuero.
Descendiente de una antigua familia poseía una gran fortuna. Sus estancias se extendían desde Itacurubi, San José y Barrero Grande hasta el Tebicuarí y era uno de los más ricos tabacaleros del país a cuyas faenas se había dedicado desde pequeño. Debido a ello gozaba de un gran prestigio personal entre los hombres de campo de la región. Al 18 de abril de 1803 tenía el rango de Sargento Mayor interino del regimiento de Voluntarios de Caballería del Paraguay logrando la titularidad el 25 de octubre del mismo año.

### Expedición de Belgrano al Paraguay
El 25 de mayo de 1810 se produjo en Buenos Aires, capital del Virreinato del Río de la Plata el movimiento independentista que depuso al virrey Baltasar Hidalgo de Cisneros y formó una Junta de Gobierno, la primera presidida por un americano. 
La Junta de Buenos Aires solicitó la adhesión del interior del Virreinato y el envío de diputados para la formación de un gobierno representativo. La mayoría de las ciudades adhirieron al gobierno revolucionario, formándose así la Junta Grande en diciembre de 1810. La Junta envió al coronel paraguayo José de Espínola y Peña a Asunción para obtener la adhesión de la Provincia y con instrucciones secretas de suplantar a Velasco, sin saber que este personaje era odiado en su país. Ante el fracaso de su misión y el peligro que lo confinaran en Concepción, Espínola huyó hacia Buenos Aires donde mintió sobre la existencia de un importante partido por la independencia.
En el Real Colegio Seminario de Asunción se reunió el 24 de julio de 1810 un congreso de funcionarios y vecinos que resolvió no adherir al movimiento revolucionario porteño, al que asistió Cabañas, en su carácter de sargento mayor de milicias. En ese congreso se decidió conformar una junta presidida por el gobernador Bernardo de Velasco, reiterar la fidelidad a Fernando VII de España y reconocer al Consejo de Regencia. La Junta de Buenos Aires aceptaba lo primero pero no lo segundo.
Basándose en el informe de Espínola, la Junta de Buenos Aires cortó el 19 de agosto las comunicaciones con el gobierno de Asunción e inició los preparativos de una pequeña expedición que, con el apoyo local, debería ser suficiente para lograr la adhesión de la Provincia del Paraguay.
En septiembre de 1810, Velasco detuvo a algunos simpatizantes del movimiento, el doctor Pedro Somellera (teniente asesor de la gobernación), Narciso de Echagüe, Manuel Domecq, José Fortunato Roa y el franciscano José Baca, tras lo que envió fuerzas contra el territorio de las Misiones y la ciudad de Corrientes para asegurar el contacto con la plaza realista de Montevideo. Movilizadas las milicias locales, Cabañas se convirtió en uno de los principales jefes del ejército provincial y lugarteniente de Velasco.
El 4 de septiembre de 1810 Manuel Belgrano fue nombrado comandante en jefe de las fuerzas destinadas a operar en la Banda Oriental, pero al conocerse la evolución de los sucesos, el 22 de septiembre se extendió su autoridad a las jurisdicciones de Santa Fe, Entre Ríos, Corrientes, Misiones y Paraguay, ordenándosele que comenzara sus operaciones sobre esta última provincia.
Mientras Belgrano avanzaba por Entre Ríos y Velasco reforzaba sus fronteras, en noviembre, una división de Montevideo ocupaba la villa de Concepción del Uruguay, mientras al norte los portugueses en comunicación con Velasco, situaban un ejército en la frontera de las Misiones Orientales.

En la madrugada del 19 de diciembre de 1810 Belgrano efectuó el cruce desde Candelaria (Misiones) y en la mañana capturó la posición fortificada de Campichuelo. 
Entretanto Velasco concentraba sus fuerzas, más de 6.000 hombres, en la villa de Paraguarí, a 14 leguas de Asunción, Belgrano continuaba su avance con fuerzas notoriamente inferiores, y sin recibir el esperado apoyo de la población. El 6 de enero de 1811 llegó al río Tebicuary, donde en el Combate de Maracaná una compañía dispersó un destacamento paraguayo de 100 hombres al mando del comandante Rojas. A mediados de mes se encontraron ambos ejércitos y tras infructuosos intentos de Belgrano de promover la causa entre los mandos paraguayos, el ataque de Belgrano dio comienzo a la batalla de Paraguarí.

#### Paraguarí
A las 3 de la mañana del 19 de enero las dos divisiones patriotas, en total 460 soldados al mando de José Machain, iniciaron su avance y una hora más tarde el combate se había generalizado. El ataque tomó por sorpresa a los realistas, que abandonaron sus posiciones iniciales mientras el gobernador Velasco huía a Asunción. Cabañas comandaba la caballería del ala izquierda y ante el inminente desastre retiró sus fuerzas sin combatir y las desplegó en los flancos del ejército atacante.
Cuando la mitad de las tropas de Belgrano abandonaban el combate para saquear los víveres del ejército paraguayo, este envió la reserva (unos 120 hombres) en apoyo de Machain, quien creyó que eran enemigos, y considerándose rodeado ordenó la retirada, momento que aprovechó Cabañas para atacar, desbandando a las fuerzas del gobierno de Buenos Aires.
Si bien la derrota era parcial, y asumiendo el hecho de la falta de apoyo a la Junta de Buenos Aires, Belgrano inició la retirada al sur hasta Tebicuary, donde se le unieron algunas milicias de la Reducción de Yapeyú, pero pronto perdió esperanzas de recibir refuerzos. Por un lado, la situación en la Banda Oriental ante el levantamiento de la campaña generaba una oportunidad para aislar a Montevideo que tornaba urgente contar con recursos militares en la región por lo que la Junta ordenaba su regreso y por otro la primera escuadrilla patriota que debía cortar las comunicaciones entre Montevideo y Asunción y apoyar al ejército expedicionario era derrotada en el Combate de San Nicolás.
Tras Paraguarí, el general Diego de Souza, jefe de las fuerzas portuguesas en las Misiones, ofreció a Velasco el envío de tropas. Velasco aceptó y solicitó el envío de 200 hombres con el acuerdo de Cabañas, pero ante la insistencia de Souza en enviar una división de 1000 hombres para "socorrer a las autoridades legítimamente constituidas por el Señor Rey Don Fernando Séptimo, con los auxilios que me pidieren contra los insurgentes de Buenos Aires, y reconociendo los derechos de la Princesa Nuestra Señora Doña Carlota Joaquina, a falta de sus augustos hermanos" decidió desechar el ofrecimiento.

#### Tacuarí
Las fuerzas paraguayas, unos 2400 hombres al mando de Cabañas, Fulgencio Yegros y Juan Manuel Gamarra seguían a distancia al ejército invasor, que contaba con solo 400 hombres. Al detenerse Belgrano a orillas del Río Tacuarí, Cabañas decidió atacar. Contaba con 1.400 hombres y 10 piezas de artillería, frente a poco más de 400 hombres de Belgrano.
El 7 de marzo de 1811 comunicó su plan a Velasco: 

(...) estoy resuelto desde mañana a comenzar mis hostilidades al enemigo y no darle cuartel hasta el sábado en que pienso meterlo dentro de tres fuegos (...) [el plan] es pasar por un puente (...) cuatro piezas de artillería y mil hombres y atacarlos de improviso si es posible de aquella parte y enfrente (...) [apoyados por] los fuegos de la falúa y dos botes que tengo apostados en la boca del Tacuary.
Prócer Fulgencio Yegros.

El 8 de marzo se terminó de construir el puente río arriba y comenzaron a pasar las tropas paraguayas. Al día siguiente Cabañas atacó la posición de Belgrano frontalmente y, mientras la artillería golpeaba las posiciones enemigas, sus fuerzas envolvieron sus flancos. Contra el flanco izquierdo de las fuerzas de la Junta de Buenos Aires amagó una flotilla que fue rechazada por el mayor Celestino Vidal. El grueso cruzó el puente y marchó por una picada abierta en la selva para flanquear el ala derecha enemiga, adelantando sus avanzadas cerca de las posiciones de ésta. Belgrano envió al coronel José Machain con 150 hombres y 2 cañones para que las dispersase, siempre que pudiera asegurarse que no se encontraba ante la fuerza principal paraguaya. Contra sus órdenes, Machain entabló combate y se dejó envolver por el grueso de las tropas que salieron de sus escondites en el bosque.
Considerando decidida la acción Cabañas intimó rendición, pero Belgrano la rechazó y procedió a concentrar sus escasas fuerzas en una loma cercana, que desde entonces fue conocida como el Cerrito de los Porteños, donde instaló los dos pequeños cañones que le quedaban. Cuando las fuerzas paraguayas iniciaron su avance y rodearon por completo a sus enemigos, contra toda previsión Belgrano con sólo 135 hombres cargó sobre las líneas enemigas que fueron momentáneamente rechazadas a los lindes del bosque.
Belgrano envió entonces como parlamentario al intendente del ejército José Aberto de Cálcena y Echeverría para conseguir un armisticio con Cabañas a quien le manifestó que:

"las armas de Buenos Aires han venido a auxiliar y no a conquistar al Paraguay. Pero, puesto que rechazan con la fuerza a sus libertadores, he resuelto evacuar la provincia, repasando el Paraná con el Ejército de mi mando…"

Cabañas tomó esa comunicación en la que manifestaba lo dolorosa que le resultaba "la efusión de sangre entre hermanos, parientes y paisanos" como un pedido de armisticio y lo condicionó a que en el perentorio término de un día abandonara la provincia. El parlamentario solicitó una suspensión de hostilidades ya que era propósito del general Belgrano evacuar el territorio paraguayo y repasar el río Paraná el día siguiente, 10 de marzo.
El jefe paraguayo recibió amistosamente al parlamentario y se mostró favorable a la negociación del armisticio. Le contestó por el emisario a Belgrano "haber convenido conceder la proposición hecha por dicho parlamentario, y siempre y cuando se convenga, no hacer más hostilidades de armas". El proceso negociador tuvo como consecuencia la evacuación pacífica del Paraguay por parte de las fuerzas de la Junta de Buenos Aires en marzo de 1811, pero principalmente permitió un entendimiento entre Belgrano y Cabañas, quienes mantendrían posteriormente correspondencia epistolar, que haría madurar la idea libertaria. Cabañas fue después duramente criticado por Velasco en Asunción, por haber permitido retirarse a Belgrano con todas sus armas y pertrechos.
Belgrano redactó e hizo llegar a Cabañas las bases para un tratado de paz entre Asunción y Buenos Aires que incluían la liberación del comercio entre las dos capitales, la formación de una junta de gobierno en Asunción la que una vez formada esa junta enviaría un diputado a la Junta de Gobierno de Buenos Aires, acuerdo que se traduciría en el Tratado confederal entre las juntas de Asunción y Buenos Aires (1811).

### Revolución de mayo de 1811
El golpe fue previsto para el 25 de mayo de 1811: Fulgencio Yegros debía llegar con sus tropas desde la frontera del sur para hacerse cargo del comando en jefe, mientras se sublevaban Cabañas en las Cordilleras y Blas José de Rojas en Corrientes, y marcharían sobre Asunción.
Sin embargo se tuvieron noticias de que Velasco tendría la ayuda de los portugueses, por lo que en la noche del 14 y 15 de mayo de 1811 el capitán Pedro Juan Caballero, desde Asunción, adelantó el levantamiento. Apoyado por los patriotas asunceños Fulgencio Yegros, el capitán español Juan Valeriano Zeballos, Vicente Ignacio Iturbe y José Gaspar Rodríguez de Francia entre otros, tomaron el cuartel exigiendo a Velasco que evitara la salida del emisario portugués. 
El Gobernador al principio se resistió, pero en la madrugada del 15 de mayo capituló y el 16 de mayo se constituyó un gobierno provisional con Velasco, Zevallos y Francia. El golpe de Caballero tornó innecesaria la intervención de Cabañas, quien se encontraba en una de sus estancias preparando el reclutamiento de sus hombres cuando se constituyó el primer gobierno revolucionario. La independencia —de la capital pero no del rey de España— fue declarada indirectamente el 17 de mayo, cuando se proclamó "No reconocer otro soberano que Fernando VII y sostener los derechos, libertad, defensa e indemnidad de esta provincia".
El 19 de junio se destituyó a Velasco, acusándolo de complotar contra el nuevo gobierno con el virrey de Montevideo Francisco Javier de Elío. El Congreso nombró una junta gubernativa presidida por Fulgencio Yegros e integrada por Francia, Pedro Juan Caballero, Francisco Javier Bogarin y Fernando de la Mora.

### Últimos años, fallecimiento y condena
La posterior falta de colaboración de Cabañas con el proceso de la independencia se explica por su antagonismo con José Gaspar Rodríguez de Francia, quien —contrario al partido favorable a un entendimiento con Buenos Aires— había criticado duramente su inteligencia con Belgrano y se hallaba convertido ya en figura directiva del movimiento.
Desde entonces se mantuvo alejado de la política, dedicándose al cuidado de su hacienda aun cuando José Gervasio Artigas buscó su apoyo en 1817 contra Francia. El aislamiento en que vivió en la campaña y el respeto que inspiraba a Francia hicieron que sobreviviera a su dictadura. Francia tomó conocimiento en 1822 de su relación con Artigas, pero no hizo nada hasta agosto de 1833, tras la muerte de Cabañas en 1828. Lo sobrevivía su esposa, Juana Rosa Franco de Torres, no habiendo tenido descendencia. 
La sentencia dictada en Asunción el 3 de agosto de 1833, comenzaba afirmando que "Manuel Atanasio Cabañas, muerto sin herederos, ha sido un traidor a la patria y al Gobierno, manteniendo correspondencia con el malvado caudillo de bandidos y perturbador de la pública tranquilidad José Artigas, por cuya prevención se encargó de reunir y aprontarle gente de auxilio, cuando viniese según sus ridículos ofrecimientos a tomar la República, llevar la cabeza del Dictador y ponerlo a él y a otros en el Gobierno...".
Respecto de su participación en el movimiento emancipador afirmó que Cabañas "no quiso tomar parte alguna en la revolución que aquí se hizo para extinguir el mando de España, cuando avisado del cuartel en que se habían reunido los patricios para que viniese á incorporarse con ellos, no sólo se enfadó con el portador del recado, sino que, con descarada vileza, respondió que vendría en siendo llamado por el Gobernador, que era el europeo Velazco".
Finalmente, declaraba "confiscados y aplicados á gastos públicos y servicio del estado todos los bienes que aparecieran corresponder al citado Manuel Cabañas ó ser de su pertenencia en su fallecimiento; y á ese efecto, se expedirán las providencias convenientes, rompiéndose igualmente el insinuado título de Coronel de que se ha mostrado indigno y sin honor para obtener semejante grado cuya denominación tampoco se le ha de poder dar en lo sucesivo." No obstante esta sentencia, Artigas no fue molestado.

## Homenajes
En su honor la compañia Cabañas (barrio rural) de la ciudad de Caacupé lleva su nombre. Incluso algunos autores paraguayos afirman que en realidad nació allí y que luego se trasladó a Pirayú.
También el Estadio Coronel Manuel Cabañas del Club 12 de Junio de Caacupé lleva su nombre en su homenaje.